# Mare de Déu de l'Esperança de Vinçà

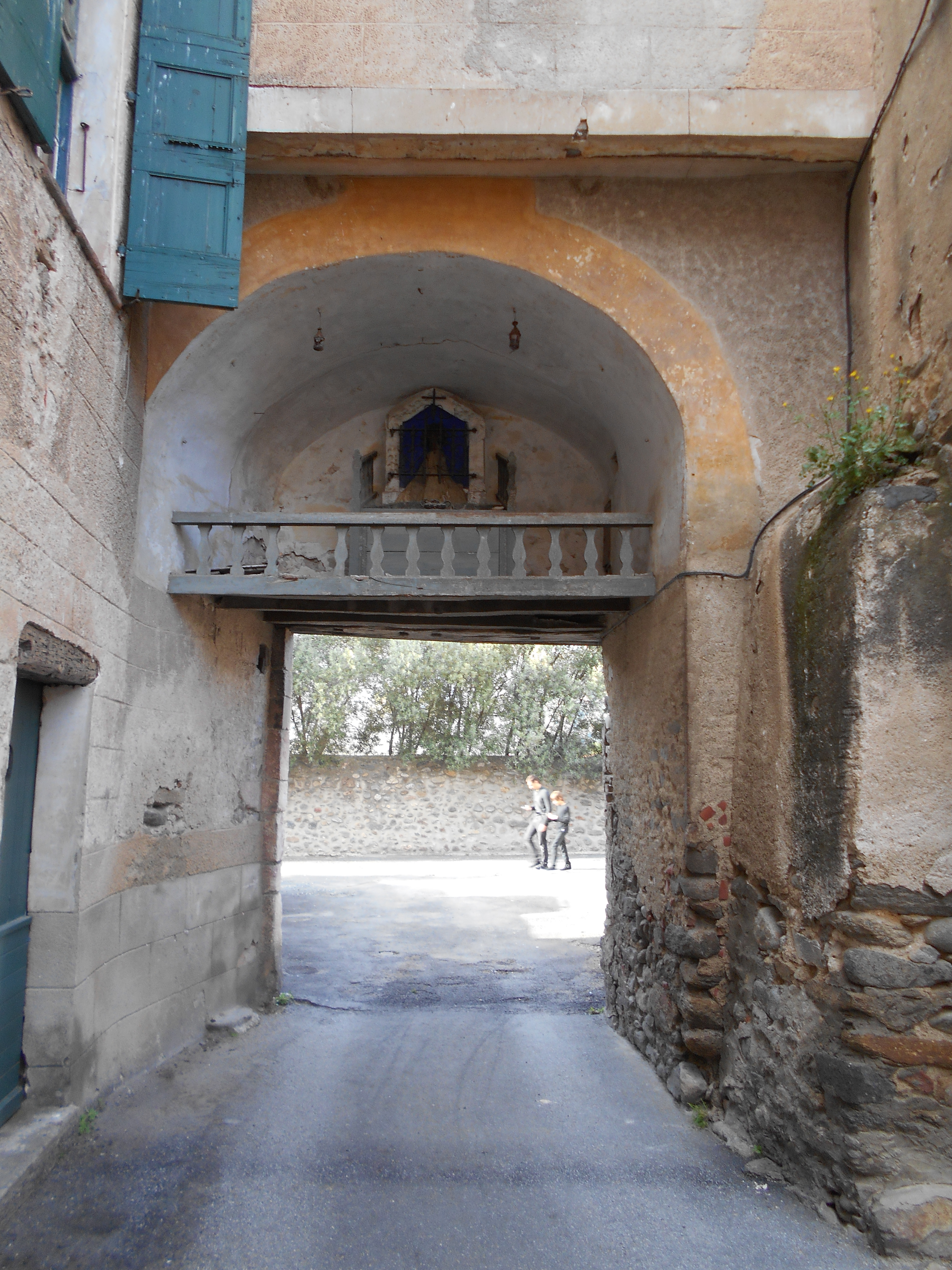
La capella, en el Portal de la Sal

La Mare de Déu de l'Esperança de Vinçà és una capella particular de la vila de Vinçà, a la comuna nord-catalana del mateix nom, de la comarca del Conflent.
Està situada en el nucli de població de la vila de Vinçà, en el sector nord. És en el primer pis del Portal de la Sal de les muralles medievals de Vinçà, al carrer de la Sal, quasi cantonada amb el carrer dels Baluards.